# 히든 챔피언 (텔레비전 프로그램)
《히든 챔피언》(Hidden Champion)은 2013년 4월 10일부터 2013년 8월 14일까지 방송되었던 텔레비전 프로그램이다.

## 방영 목록
| 회차 | 방송일          | 출연 기업                     |
| ---- | --------------- | ----------------------------- |
| 1회  | 2013년 4월 10일 | 마이다스아이티                |
| 2회  | 2013년 4월 17일 | 제이브이엠                    |
| 3회  | 2013년 4월 24일 | 아이디스                      |
| 4회  | 2013년 5월 1일  | 휴비츠                        |
| 5회  | 2013년 5월 15일 | 미래나노텍                    |
| 6회  | 2013년 5월 22일 | 씨젠                          |
| 7회  | 2013년 5월 29일 | 핸즈코퍼레이션                |
| 8회  | 2013년 6월 5일  | 블루버드                      |
| 9회  | 2013년 6월 12일 | 동양기전                      |
| 10회 | 2013년 6월 26일 | 와이지원                      |
| 11회 | 2013년 7월 3일  | 기산전자                      |
| 12회 | 2013년 7월 10일 | 삼동                          |
| 13회 | 2013년 7월 17일 | 한국경제의 희망을 보다 (특집) |
| 14회 | 2013년 8월 7일  | 바이오스페이스                |
| 15회 | 2013년 8월 14일 | 대원지에스아이                |

## 같이 보기
- 신화창조의 비밀 (2003년 11월 7일 ~ 2005년 10월 28일)
- 신화창조 (2005년 11월 6일 ~ 2006년 9월 24일)
- 기업 열전 K1(2009년 10월 22일 ~ 2010년 12월 30일)
- 백년의 기업/가게(2011년 1월 9일 ~ 2013년 1월 20일)
- 작은 거인(2013년 10월 27일 ~ 2013년 12월 29일)